# Коргонски хребет
Корго̀нският хребет (на руски: Коргонский хребет) е планински хребет в северозападната част на планината Алтай, в западната част на Република Алтай и югоизточната част на Алтайски край на Русия. Простира се от северозапад на югоизток на протежение около 100 km покрай левия бряг на най-горното течение на река Чариш (ляв приток на Об). Средна надморска височина 2200 m, максимална 2488 m (50°47′22″ с. ш. 84°33′41″ и. д. / 50.789444° с. ш. 84.561389° и. д.), разположена в централната му част, на границата между Алтайски край и Република Алтай. Изграден е от туфи, туфогенни скали, пясъчници и шисти. Склоновете му са стръмни, силно разчленени от дълбоки речни долини. От него извира река Чариш (в югоизточната му част) и няколко нейни леви притока (Кумир, Коргон и др.) и няколко леви притока на река Кокса (ляв приток на Катун). Склоновете му до височина 1900 m са заети от тъмни иглолистни гори с участъци от паркова лиственица, а нагоре, по плоските върхове следват субалпийски и алпийски пасища. 